# Coenonympha geticus
Coenonympha geticus är en fjärilsart som beskrevs av Eugen Johann Christoph Esper 1790. Coenonympha geticus ingår i släktet Coenonympha och familjen praktfjärilar. Inga underarter finns listade i Catalogue of Life.